# Mikulinetski Brovar
Mikulinetski Brovar (ucraïnès: ПАТ "Микулинецький Бровар") és una cerveseria independent d'Ucraïna i fabricant de cervesa, alcohol, aigua mineral i refrescs. És una de les cerveseries més antigues del país, va ser fundada l'any 1497 i des de llavors produeix cervesa amb un procés d'elaboració que inclou la fabricació de malta pròpia. Des del 2017, la cerveseria produeix 17 cerveses diferents i és l'única empresa d'Ucraïna amb llicència per a la producció de whisky. Mikulinetski Brovar està afiliada amb König Ludwig, a Alemanya, ja que elabora i embotella la Kaltenberg Spezial, una Pilsner alemanya de la marca. Tota la cervesa produïda per l'empresa és sense pasteuritzar.

## Història
Els primers arxius austríacs d'una fàbrica de cervesa a Mikulinetski daten de 1698. Els registres polonesos suggereixen que la cerveseria va ser fundada l'any 1497, que és la data utilitzada en la història oficial de l'empresa. La història es va iniciar quan Tieran, un aliat alemany del rei de la Confederació de Polònia i Lituània, es va aturar a Mikulinetski i va enviar una mica de cervesa al seu líder durant la campanya militar. Aquesta primera producció dona nom a l'eslògan de la cerveseria: "Cervesa elaborada per al rei".
A principis del segle xx, la cerveseria produïa tres línies de cervesa, tant tirador com embotellada. La cerveseria va ser comprada per Averman, Tsikhovski & Co., que el 1928 va instal·lar un celler addicional, una casa d'assecat i una malteria. L'any 1939, l'empresa i les seves instal·lacions van ser nacionalitzades durant la presa de poder comunista.
El 1993, l'empresa es va privatitzar com a planta de propietat pública i el 1995 es va transformar en una societat anònima, que va ser quan l'empresa va prendre el seu nom actual, Brovar, o cervesera.
El 1997 es va posar en funcionament una línia d'embotellament d'aigua mineral, així com es va introduir la producció pròpia de varietats de malta clara, fosca i caramel.
El 2007, l'empresa va guanyar el premi com a millor producte nacional.
A finals de 2008, la capacitat de producció era d'1,4 milions de decilitres de cervesa, 450 mil decilitres de refrescs i 1,5 mil tones de malta per any. Els plans immediats de la companyia (a partir d'octubre de 2008) inclouen augmentar la capacitat de producció de cervesa fins als 2 milions de decilitres.

## Producció
Mikulinetski Brovar produeix la seva pròpia malta amb matèries primeres cultivades localment. Cap cervesa de cerveseria està pasteuritzada, cosa que molts consumidors ucraïnesos creuen que és més saludable.

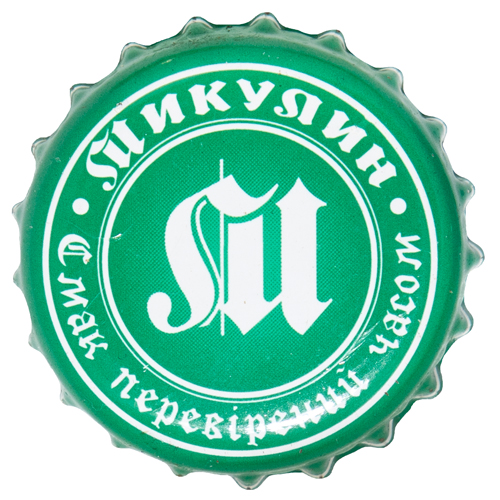
Xapa de Mykulynetsky Brovar

La producció s'ha expandit ràpidament. L'any 2001 es va iniciar una modernització a fons de la cerveseria. El 2004, va produir quatre vegades més cervesa que el 1993. Actualment, la cerveseria funciona amb equips alemanys d'última generació.
La cervesa més popular de la cerveseria és la "Mykulyn", que representa aproximadament la meitat del seu volum total de vendes. La segona i tercera més venudes són la "Mykulynetske medove" i la "Mykulyn-900" La major part de la seva cervesa es consumeix localment; el 2018, la regió de Ternòpil representava el 67% del seu volum de vendes. Recentment, s'han desenvolupat diverses varietats noves utilitzant tecnologia més moderna.
L'any 2008, la cerveseria va iniciar la producció de whisky, en una varietat de whisky pur de malta. La malta s'obté directament de la seva pròpia producció.
A partir del 2019, l'empresa ofereix visites guiades a les seves instal·lacions.